# Benkovac
Benkovac je mesto na Hrvaškem, ki spada pod Zadrsko županijo.
Benkovac je mesto v severni Dalmaciji ob železniški progi Knin-Zadar. Tu je tudi križišče cest Zadar-Knin, Obrovac-Biograd na Moru in Novigrad-Šibenik. Leta 2005 pa je bil Benkovac povezan z avtocesto Zagreb-Split. V kraju in okolici je več kulturno-zgodovinskih spomenikov: ruševine starega mesta Benkovac, nekdanja posest begov Benković s trdnjavo iz 17. stoletja, v okolici nad naseljem pa se dvigajo masivne trdnjave, ki so jih zgradili Turki v 16. stoletju in okoli katerih so se odvijale krvave bitke med njimi in Benečani. Glej mdr. Islam Grčki.

## Demografija
| Pregled števila prebivalcev po letih | Pregled števila prebivalcev po letih | Pregled števila prebivalcev po letih | Pregled števila prebivalcev po letih | Pregled števila prebivalcev po letih | Pregled števila prebivalcev po letih | Pregled števila prebivalcev po letih | Pregled števila prebivalcev po letih | Pregled števila prebivalcev po letih | Pregled števila prebivalcev po letih | Pregled števila prebivalcev po letih | Pregled števila prebivalcev po letih | Pregled števila prebivalcev po letih | Pregled števila prebivalcev po letih | Pregled števila prebivalcev po letih |
| ------------------------------------ | ------------------------------------ | ------------------------------------ | ------------------------------------ | ------------------------------------ | ------------------------------------ | ------------------------------------ | ------------------------------------ | ------------------------------------ | ------------------------------------ | ------------------------------------ | ------------------------------------ | ------------------------------------ | ------------------------------------ | ------------------------------------ |
| 1857                                 | 1869                                 | 1880                                 | 1890                                 | 1900                                 | 1910                                 | 1921                                 | 1931                                 | 1948                                 | 1953                                 | 1961                                 | 1971                                 | 1981                                 | 1991                                 | 2001                                 |
| 160                                  | 437                                  | 341                                  | 432                                  | 512                                  | 546                                  | 658                                  | 630                                  | 1149                                 | 1367                                 | 1897                                 | 2190                                 | 2955                                 | 3776                                 | 2622                                 |